# ホラント級哨戒艦
ホラント級哨戒艦（オランダ語: Holland klasse patrouilleschepen, 英: Holland class offshore patrol vessels）は、オランダ海軍の哨戒艦（OPV）。

## 概要
本級の建造は、従来の防衛白書（Defensienota）にかえて発表された2005年の海軍計画（Marinestudie）において盛り込まれた。この計画においては、当時海軍が運用していたカレル・ドールマン級フリゲート6隻のうち4隻を海外に売却し、かわって4隻の哨戒艦を取得することとされており、これに基づいて建造・配備されたのが本級である。なお、計画のコストは5億2960万ユーロとされている。
本級は北海での護衛任務のほか、オランダが西インド諸島に有するアルバ等の構成国・海外領土などで、洋上警備・救難等の戦争以外の軍事作戦に投入される。このような運用を想定しているために航洋性が求められたことから、哨戒艦艇としてはかなり大型化しており、実際、排水量の点では、かつて同国海軍が運用していた防空ミサイル・フリゲートであるヤコブ・ファン・ヘームスケルク級フリゲートに匹敵する。
本級は、ディーゼル・電気複合（Combined Diesel or Electric, CODOE）推進方式を採用しており、2基の推進器（可変ピッチ式、3.2m径）は、低速時にはABB電動機（各400 kW (540 hp)）、高速時にはMAN 12V28/33Dディーゼルエンジン（5,460 kW (7,320 hp)）によって駆動される。また微妙な操船が求められる場合に備えてサイドスラスターも設置されている。
哨戒艦であることから兵装は限定的で、いずれも砲熕兵器に限られており、ミサイルや魚雷は搭載されない。しかし一方で、IM-400統合センサー・システムを搭載することから、センサー面は比較的強力なものとなっている。これは下記の各種センサー等を統合している。
- シー・マスター400 - S(E/F)バンドの長距離対空捜索レーダー。アンテナは4面固定式のAESAで、探知距離は300m～250km[8]。
- シー・ウォッチャー100 - X(I/J)バンドの対水上捜索レーダー。アンテナは4面固定式のAESAで、探知距離は80m～40km[9]。
- ゲートキーパー赤外線捜索追尾システム
- 電波探知装置（ESM）
- 統合通信アンテナ・システム - リンク 11/16/22, GSM/UMTS, WiMAX, イリジウム衛星通信対応。
- 衛星通信システム

本級は、搭載艇として1隻の高速救難艇（FRB）と2隻の複合型高速襲撃・要撃艇（FRISC）を搭載している。2隻の複合艇のうち1隻は舷側のダビットにより、1隻は艦尾のスリップ・ウェイにより揚降される。

## 同型艦
| 艦番号 | 艦名                           | 起工            | 進水            | 就役            |
| ------ | ------------------------------ | --------------- | --------------- | --------------- |
| P840   | ホラント HNLMS Holland         | 2008年 12月8日  | 2010年 2月2日   | 2011年 5月12日  |
| P841   | ゼーラント HNLMS Zeeland       | 2009年 10月5日  | 2010年 11月20日 | 2013年 8月23日  |
| P842   | フリースラント HNLMS Friesland | 2009年 11月26日 | 2010年 11月4日  | 2013年 1月22日  |
| P843   | フローニンゲン HNLMS Groningen | 2010年 4月9日   | 2011年 4月21日  | 2013年 11月29日 |